# Geigenkamm
Geigenkamm är en bergskedja i Österrike. Den ligger i förbundslandet Tyrolen, i den västra delen av landet. Väster om Geigenkamm ligger Pitztal och dalgången öster om bergskedjan är Ötztal.
Upp till 2000 meter över havet förekommer blandskog och bergsängar. Områden ovanför 2000 meter över havet utgörs av alpin tundra och kala bergstoppar.